# Peter Brearley
Peter Brearley (* 27. Juni 1975 in Chatham, Ontario) ist ein ehemaliger kanadischer Eishockeyspieler (Stürmer), der seine Laufbahn im Jahr 2005 beim EHC München beendete.

## Karriere
Brearley begann seine Karriere in der Saison 1992/93 beim Nachwuchsteam der New York Rangers, den Kitchener Rangers in der Ontario Hockey League. Bis zum Anfang der Saison 1994/95 spielte er bei den Rangers, bevor er im gleichen Jahr zu den London Knights wechselte.
In den Jahren 1995 bis 1997 spielte Brearley an der University of Waterloo in der Canadian Interuniversity Athletics Union (CIAU), bis er zur Saison 1997/98 zu Roanoke Express in die East Coast Hockey League wechselte.
In der Saison 1998/99 spielte Brearley für drei verschiedene Teams, erst für die Charlotte Checkers, dann für Huntington Blizzard und am Ende wieder für Roanoke Express.
Eine Saison später, nämlich 1999/00, kehrte Brearley dann wieder zu Huntington Blizzard zurück, bevor er zur Saison 2000/01 zu den Topeka Scarecrows in die CHL ging.
Danach unterschrieb er einen Vertrag für die Saison 2001/02 bei den Bakersfield Condors in der WCHL und seine letzte Station in Amerika hieß New Mexico Scorpions in der CHL.
Brearley wechselte zur Saison 2003/04 nach Europa zum EHC München, für den er auch in der Folgesaison auflief und seine Eishockeykarriere nach dem gelungenen Aufstieg in die 2. Bundesliga beendete.

## Statistiken
(Legende zur Spielerstatistik: Sp oder GP = absolvierte Spiele; T oder G = erzielte Tore; V oder A = erzielte Assists; Pkt oder Pts = erzielte Scorerpunkte; SM oder PIM = erhaltene Strafminuten; +/− = Plus/Minus-Bilanz; PP = erzielte Überzahltore; SH = erzielte Unterzahltore; GW = erzielte Siegtore; 1 Play-downs/Relegation; Kursiv: Statistik nicht vollständig)